# St-Rémi (Singrist)

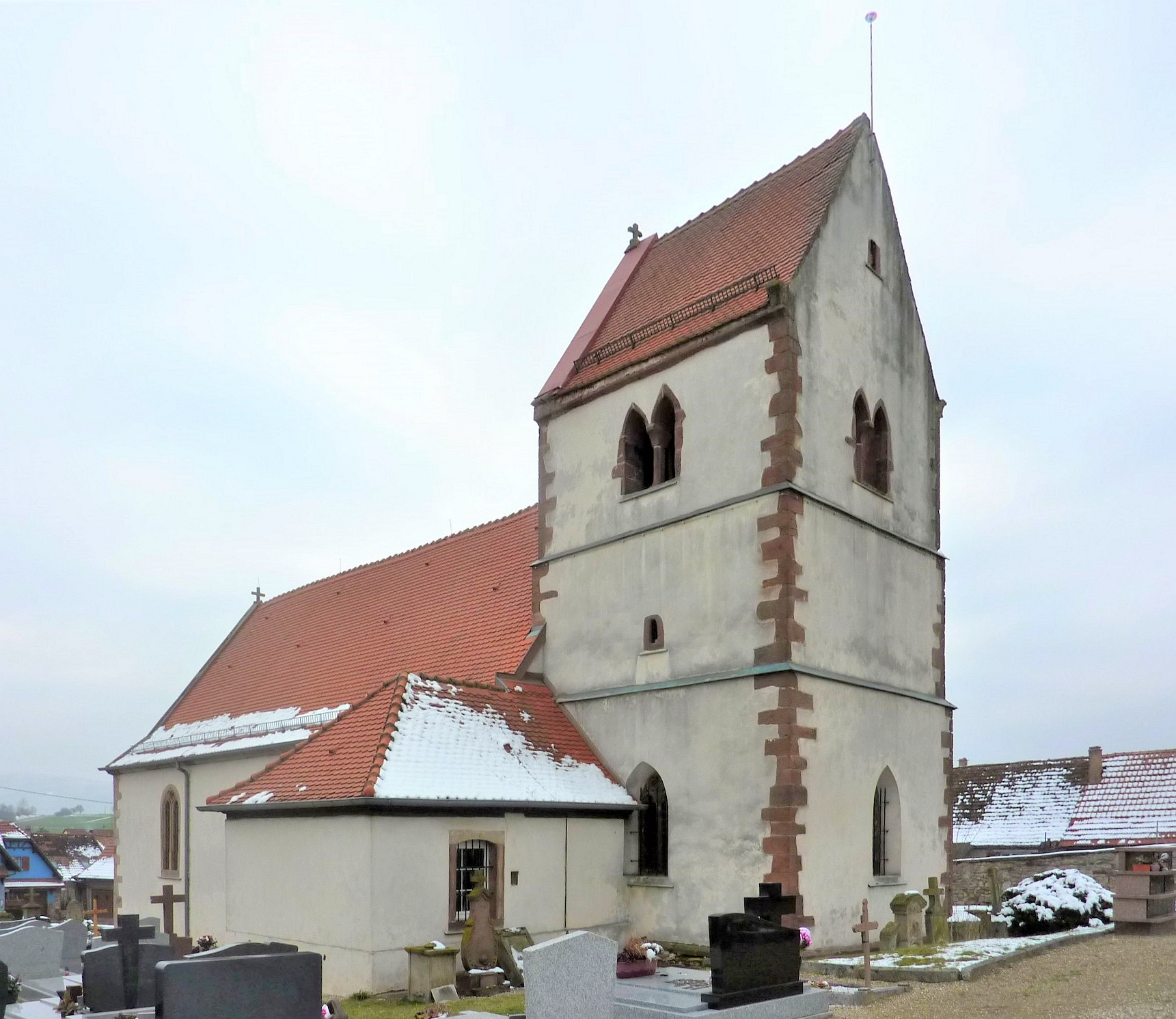
St-Rémi, Blick zum Chorturm

St-Rémi (St. Remigius) ist eine römisch-katholische Kirche in Singrist (Département Bas-Rhin) in Frankreich. Die Kirche ist als französisches Kulturerbe eingetragen.

## Geschichte
Die dem heiligen Remigius von Reims geweihte Kirche geht in ihren Ursprüngen auf das 10. Jahrhundert zurück. Ältester Teil ist der Chorturm aus dem 13./14. Jahrhundert, der dem der Klosterkirche im benachbarten Sindelsberg ähnelt. Das Langhaus stammt im Kern aus der Zeit um 1500 und trägt heute das Jahr 1721 auf der Giebelmauer. Zu dieser Zeit wurde das Kirchenschiff erhöht und erhielt seine jetzige Gestalt.